# Petrus I della Scala
Petrus of Pietro I della Scala (Bergamo, 1200 of 1201 – Verona, 12 september 1295) was een dominicaan en rooms-katholiek bisschop van Verona (1291-1295) in het middeleeuwse Italië. Hij schreef theologische werken.

## Levensloop

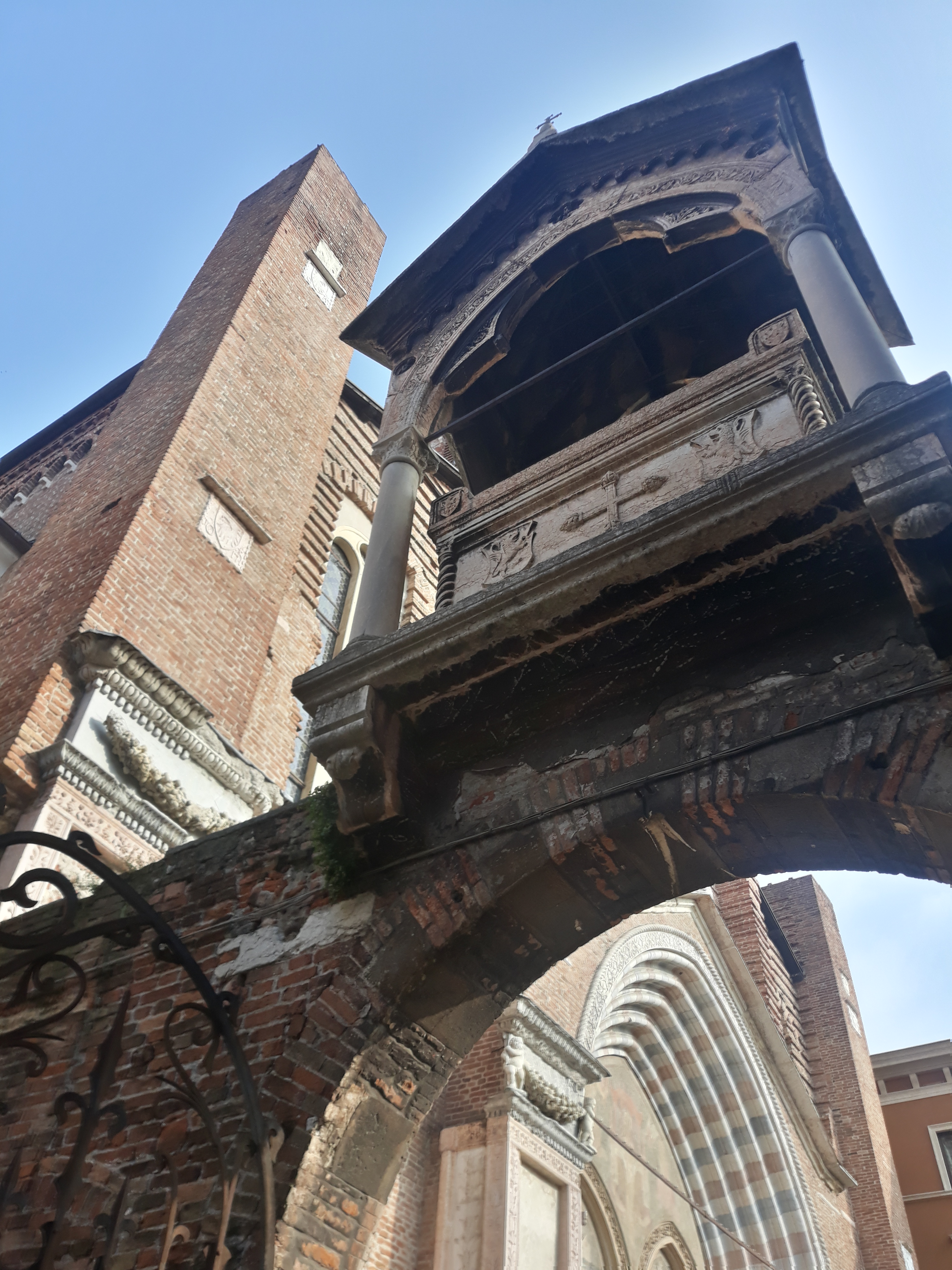
Sant'Anastasia: kerk en convent der dominicanen, Verona

In het jaar 1200 of 1201 werd Petrus geboren in Bergamo. In tegenstelling tot oudere biografieën werd recent vastgesteld dat hij geen familie was van de familie della Scala, heersers over Verona. Zijn familie della Scala droeg dezelfde naam in Bergamo. Petrus trad in bij de dominicanen in Bologna. In de jaren 1220-1221 heeft hij aldaar de stichter van de orde, Dominicus Guzmán, ontmoet. Petrus behoorde, met andere woorden, tot de eerste dominicanen van de orde.
Toen Petrus negentig jaar oud was, verkoos het kapittel van de kathedraal in Verona hem tot hun bisschop. Van Alberto della Scala, heer van Verona, kreeg hij onroerend goed terug die edellieden hadden geroofd. 
Bisschop Petrus verleende op actieve wijze hulp aan de dominicanen in zijn bisschopsstad: zo gaf hij advies bij de bouw van hun klooster naast de kerk van Sant’Anastasia. Na zijn dood (1295) werd hij begraven in deze Sant’Anastasiakerk.

## Werken
Aan Petrus I van Verona zijn de volgende werken toegeschreven, opgesteld in het Latijn:
- Principium in sacra scriptura. Dit werk is bewaard naast andere exegetische werken van dominicanen in de Nationale Bibliotheek in Parijs.
- Postilla super Mattheum. Dit werk bevat twee delen. In het eerste deel behandelt Petrus de eigenschappen van een goede prediker: welsprekendheid, wetenschap en een deugdzaam leven. In het tweede deel overloopt hij de allegorieën over Jezus die in de Bijbel terug te vinden zijn. Van dit werk zijn acht kopieën bekend, onder meer in Parijs, Heidelberg en Lüneberg.
- Sermo Petri de Scala ad clerum. Hier waarschuwt hij de geestelijkheid voor hypocrisie tussen wat gepredikt wordt en de eigen levensstijl. In geval van schijnheiligheid is de prediker niets meer dan een schim van zichzelf.[2]